# Rezerwy gospodarcze
Rezerwy gospodarcze – rezerwy, które mają służyć głównie do zaspokajania podstawowych potrzeb materiałowych, surowcowych i paliwowych gospodarki narodowej, a także do zaopatrywania ludności w podstawowe produkty i półprodukty żywnościowe, produkty rolne, produkty lecznicze oraz wyroby medyczne w okresach zagrożenia bezpieczeństwa państwa, ale również do łagodzenia lub eliminowania zakłóceń w działaniu gospodarki narodowej, powstałych w wyniku klęsk żywiołowych lub innych nieprzewidywalnych zdarzeń i okoliczności.
W rezerwach tych wyodrębnione są stany strzeżone, które tworzy się i utrzymuje do celów mobilizacyjnych Ministerstwa Spraw Wewnętrznych i Administracji oraz Agencji Bezpieczeństwa Wewnętrznego.
Ustawy regulują organy uprawnione do tworzenia rezerw gospodarczych. Są to:
- minister właściwy do spraw gospodarki – w zakresie rezerw surowców, materiałów i paliw
- minister właściwy do spraw zdrowia – w zakresie produktów leczniczych i wyrobów medycznych
- minister właściwy do spraw rolnictwa i rozwoju wsi – w zakresie produktów i półproduktów żywnościowych

Właściwi ministrowie, kierownicy urzędów centralnych oraz wojewodowie nakładają na przedsiębiorców zadania i obowiązki przy magazynowaniu rezerw, ich wymianie, a także utrzymywaniu odpowiedniego poziomu ilościowego i jakościowego. Mogą również przekazywać Agencji Rezerw Materiałowych sprawy związane z zawieraniem umów.